# Roche au Diable

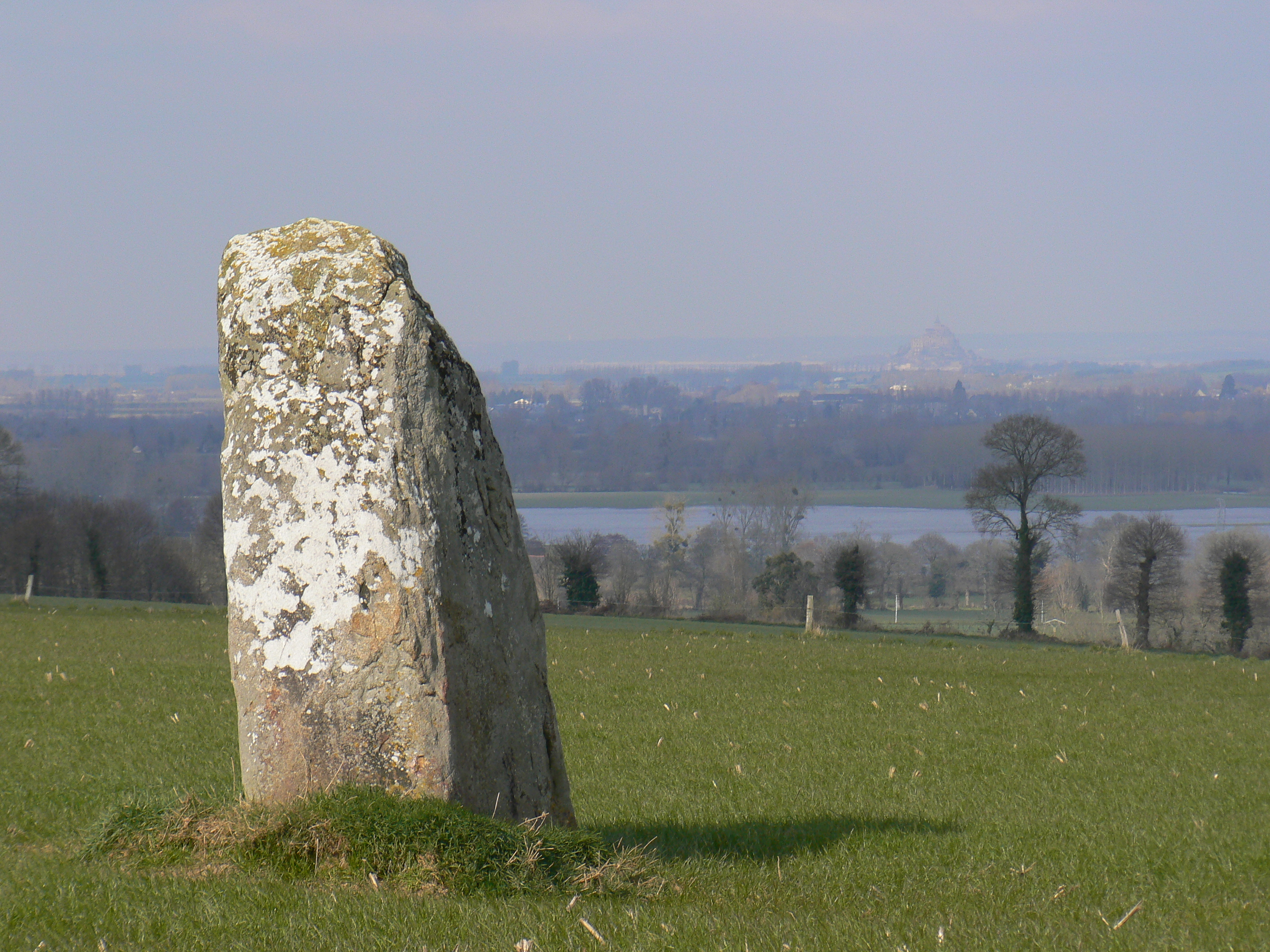
Roche au Diable

Der Roche au Diable (deutsch „Teufelsfels“; französisch menhir de la Roche au Diable) ist ein Menhir etwa 300 m südöstlich von Sougeal in der Nähe der Straße D89 an der Grenze zur Normandie im Département Ille-et-Vilaine in der Bretagne in Frankreich.
Der Menhir aus Granit hat eine rechteckige, an seinem Ende leicht verjüngte Pyramidenform. Es ist ein Stein von etwa 3,0 m Höhe, 1,9 m Breite und einer maximalen Dicke von 1,2 m.